# Neochromadora poecilosomoides
Neochromadora poecilosomoides är en rundmaskart som först beskrevs av Nikolai Nikolaievich Filipjev 1918.  Neochromadora poecilosomoides ingår i släktet Neochromadora och familjen Chromadoridae. Inga underarter finns listade i Catalogue of Life.